# Mineulykken i Soma 2014
Mineulykken i Soma ca. 60 km. nord for Izmir i det vestlige Tyrkiet, der udløstes den 13. maj 2014, er den værste i landets historie og overgår dermed mineulykken i Zonguldak 1992, som den mest dødelige.
Ifølge Tyrkiets energiminister Taner Yıldız blev 787 personer fanget i minen. 301 arbejdere omkom ved ulykken ibrunkulsminen, der drives af det private mineselskab Soma Kömür İşletmeleri A.Ş.

## Ulykken
Ulykken blev udløst ved en eksplosion den 13. maj 2014 ved 15-tiden lokal tid 2 km. nede i minen, formentlig i en underjordisk transformer-station, og medførte en større brand med massiv kulilte-udledning i minegangene. Pga. skifteholdsafløsning, befandt sig da særligt mange arbejdere i minen, op til 4 km. fra indgangen.
Strømafbrydelsen blokerede elevatorerne som flugtveje. Kun få mennesker nåede til minens eneste tilflugtsrum, men ilten slap også op der og alle der blev senere fundet døde. Under redningsaktionen forsøgtes at pumpe frisk luft fra overfladen ned i mineskakterne, men tilsyneladende uden videre virkning.

## Reaktioner
I storbyerne Izmir, Ankara og Istanbul reageredes med demonstrationer og uroligheder, ligesom der bl.a. blev sparket på premierminister Recep Tayyip Erdogans bil, da han den 15. maj besigtigede ulykkesstedet.

## Eksterne links
- Wikimedia Commons har flere filer relateret til Mineulykken i Soma 2014
- 274 er døde i den værste mineulykke i Tyrkiets historie - Jyllands-Posten 14. maj 2014.
- Kayıp sayısı 274'e yükseldi Arkiveret 16. maj 2014 hos  Wayback Machine - NTV 14. maj 2014.
- Strejke for mineofre har udløst uro i tyrkisk millionby - Jyllands-Posten 15. maj 2014.
- Minearbejder: Jeg forlod minen 10 minutter, før den kollapsede Arkiveret 17. maj 2014 hos  Wayback Machine - Jyllands-Posten 15. maj 2014.

39°11′38″N 27°38′25″Ø / 39.1939°N 27.6403°Ø